# جراحة الفم والوجه والفكين
 جراحة الفم والوجه والفكين جراح الفم والوجه والفكين هو أخصائي علاج جراحي تشريحي لمنطقة الفم والفك والوجه والجمجمة، فضلاً عن الهياكل المرتبطة بها. تخصص جراحة الفم والوجه والفكين هو تخصص معترف به دولياً في الجراحة.
في أوروبا في المملكة المتحدة وأيرلندا والعديد من البلدان الأخرى يعد تخصص جراحة الوجه والفكين أحد تخصصات الطب ويعد تخصص جراحة الفم أحد تخصصات طب الأسنان.لهذا تخصص جراحة الفم والوجه والفكين في هذه الدول يحتاج من الطالب دراسة طب الأسنان والطب معا.
في الولايات المتحدة، كندا، أستراليا، ونيوزيلندا جراحة الفم والوجه والفكين هي واحدة من 9 تخصصات معترف بها من قبل رابطة طب الأسنان الأميركية، والكلية الملكية لأطباء الأسنان بكندا، والكلية الأسترالية الآسيوية الملكية لجراحين الأسنان.

## جراحة الفم
يعد تخصص جراحة الفم أحد تخصصات طب الأسنان ويشمل عدة تخصصات دقيقة منها:
- خلع الأسنان وجراحة الفم الصغرى مثل جراحة خلع ضروس العقل المطمورة تحت العظم
- معالجة كسور الهيكل الوجهي الناتجة عن إصابات الحوادث والكسور المرضية وغيرها
- معالجة الالتهابات الناتجة عن مشاكل الأسنان مثل تورم الوجه نتيجة تكون الخراريج
- معالجة الأكياس والأورام وأورام الغدد اللعابية في منطقة الفم والوجه والفكين
- جراحة الفك التقويمية تعديل وضع الفك جراحياً بالجراحة التقويمية سواءً بالطرق التقليدية أو إطالة العظم.
- معالجة التشوهات الخلقية في منطقة الوجه والفكين مثل الشفة الأرنبية وتشوهات سقف الحلق
- زراعة العظام وزراعة الأسنان
- جراحة مفصل الفك
- الجراحة الاستبنائية لتعويض الأنسجة المفقودة في الفم والوجه والفكين

## جراحة الوجه والفكين
اختصاص جراحة الفم والوجه والفكين معترف به عالمياً باعتباره واحداً من تسعة تخصصات طب الأسنان. ولكن أيضا في المملكة المتحدة والعديد من البلدان الأخرى جراحة الفم والوجه والفكين هو تخصص طبي بالإضافة إلى بلغت ذروتها في (زمالة الكلية الملكية للجراحين). بصرف النظر، كل جراحين الفم والوجه والفكين يجب أن يحصل على شهادة البكالوريوس في طب الأسنان وشهادة البكالوريوس في الطب البشري.

## طب الأسنان والطب البشري
عادة ما تكون بداية جراحين الفم والوجه والفكين مؤهلين في مجال طب الأسنان والجراحة العامة ويخضعون بعدها لمزيد من التدريب عن طريق بعض المقررات التي تدرس نظام إدارة العمليات.
في المملكة المتحدة والعديد من البلدان الأخرى يعد تخصص جراحة الوجه والفكين أحد تخصصات الطب البشري يتوجب على طبيب الاسنان الذي يريد إكمال اختصاص جراحة الفم والوجه والفكين أن يدرس 3-4 سنوات طب بشري حتى يستطيع إكمال الاختصاص حيث يجب أن يحمل الطبيب شهادة البكالوريوس في طب الأسنان وشهادة البكالوريوس في الطب البشري قبل أن يخضع إلى التدريب في جراحة الوجه والفكين.
أيضا الطبيب البشري الذي يريد دراسة جراحة الوجه والفكين عليه أن يدرس 4 سنوات في طب الأسنان قبل دخوله الاختصاص كما أنه قد يختار أن يخضع إلى مزيد من التدريب لمدة عام أو عامين فيما يعرف بالزمالة من أجل توسيع نطاق الممارسة إلى مجالات مثل : أورام منطقة الفم والوجه والفكين.

## قوانين
في العديد من الدول جراحة الفم والوجه والفكين تتم فقط في حالة التأهيل عن طريق منظمة متخصصة محترفة مثل المنظمة الأمريكية لطب الأسنان و كلية الجراحين الملكية بإنجلترا.